# Kosteletzkya depressa
Kosteletzkya depressa là một loài thực vật có hoa trong họ Cẩm quỳ. Loài này được (L.) O.J.Blanch., Fryxell & D.M.Bates mô tả khoa học đầu tiên năm 1978.